# Мира Жиминска-Сигетинска
Мариа̀нна (Мира) Жимѝнска-Сигетѝнска, с родово име Бужѝнска (на полски: Marianna (Mira) Zimińska-Sygietyńska) е полска актриса, режисьорка и педагожка, съоснователка и директор на Държавния ансамбъл за песни и танци „Мазовше“, дама на Ордена на Белия орел.

## Биография
Марианна Бужинска е родена на 22 февруари 1901 година в град Плоцк. Играе на сцена от детска възраст. Официално е ангажирана на седемнадесетгодишна възраст. Мести се в Радом, където играе в Полския театър. Там е забелязана и поканена да работи във варшавското кабаре „Qui Pro Quo“. Във Варшава става популярна с комедийните си роли. Играе в Драматичния театър и започва да се снима във филми.
По време на Втората световна война е в редиците на Армия Крайова. През 1942 година е арестувана от Гестапо и затворена в затвора „Павляк“. Две години по-късно взема участие във Варшавското въстание като медицинска сестра.
През 1948 година заедно със своя съпруг Тадеуш Сигетински основават фолклорен ансамбъл с името „Мазовше“. От 1955 година е негов директор. През 1978 година създава Детски ансамбъл за песни и танци „Варсовия“.
Мира Жиминска-Сигетинска умира на 26 януари 1997 година във Варшава. Погребана е на Военното гробище в Повонзки.